# British Academy Film Awards 1984
Die 37. Verleihung der British Academy Film Awards fand 1984 in London statt. Die Filmpreise der British Academy of Film and Television Arts (BAFTA) wurden in 22 Kategorien verliehen; hinzu kamen eine Spezial- und eine Ehrenpreis-Kategorie. Erstmals wurden Einzelpreise in den Kategorien Bestes Original-Drehbuch und Bestes adaptiertes Drehbuch vergeben, dafür entfiel die Kategorie Bestes Drehbuch. Die Verleihung zeichnete Filme des Jahres 1983 aus.
| Film                         | N | A |
| ---------------------------- | - | - |
| Tootsie                      | 9 | 2 |
| Hitze und Staub              | 8 | 1 |
| Local Hero                   | 7 | 1 |
| Rita will es endlich wissen  | 6 | 3 |
| The King of Comedy           | 5 | 1 |
| Zelig                        | 5 | 0 |
| Die Rückkehr der Jedi-Ritter | 4 | 1 |
| Flashdance                   | 4 | 1 |
| La Traviata                  | 4 | 2 |
| Die Glücksritter             | 3 | 2 |
| Fanny und Alexander          | 3 | 1 |
| WarGames – Kriegsspiele      | 3 | 1 |
| Der Honorarkonsul            | 2 | 0 |
| Ein Offizier und Gentleman   | 2 | 1 |
| Sophies Entscheidung         | 2 | 0 |
| Zu einer anderen Zeit        | 2 | 1 |

## Preisträger und Nominierungen
Bereits im Vorfeld der Veranstaltung hatte sich kein Film als eindeutiger Favorit etablieren können. Sydney Pollacks Tootsie führte mit neun Nominierungen vor James Ivorys Hitze und Staub mit acht und Bill Forsyths Local Hero mit sieben Nominierungen das Feld der Favoriten an. Die meisten Auszeichnungen erhielt jedoch Rita will es endlich wissen mit drei BAFTAs; Woody Allens Zelig ging trotz fünf Nominierungen leer aus. 

### Bester Film
Rita will es endlich wissen (Educating Rita) – Lewis Gilbert
Hitze und Staub (Heat and Dust) – Ismail Merchant
Local Hero – David Puttnam
Tootsie – Sydney Pollack, Dick Richards

### Beste Regie
Bill Forsyth – Local Hero
James Ivory – Hitze und Staub (Heat and Dust)
Sydney Pollack – Tootsie
Martin Scorsese – The King of Comedy

### Bester Hauptdarsteller
Michael Caine – Rita will es endlich wissen (Educating Rita)

Dustin Hoffman – Tootsie
Michael Caine – Der Honorarkonsul (The Honorary Consul)
Robert De Niro – The King of Comedy

### Beste Hauptdarstellerin
Julie Walters – Rita will es endlich wissen (Educating Rita)
Jessica Lange – Tootsie
Phyllis Logan – Zu einer anderen Zeit (Another Time, Another Place)
Meryl Streep – Sophies Entscheidung (Sophie’s Choice)

### Bester Nebendarsteller
Denholm Elliott – Die Glücksritter (Trading Places)
Bob Hoskins – Der Honorarkonsul (The Honorary Consul)
Burt Lancaster – Local Hero
Jerry Lewis – The King of Comedy

### Beste Nebendarstellerin
Jamie Lee Curtis – Die Glücksritter (Trading Places)
Teri Garr – Tootsie
Rosemary Harris – The Ploughman’s Lunch
Maureen Lipman – Rita will es endlich wissen (Educating Rita)

### Bester/beste Nachwuchsdarsteller/-in
Phyllis Logan – Zu einer anderen Zeit (Another Time, Another Place)
Kevin Kline – Sophies Entscheidung (Sophie’s Choice)
Greta Scacchi – Hitze und Staub (Heat and Dust)
Julie Walters – Rita will es endlich wissen (Educating Rita)

### Bestes adaptiertes Drehbuch
Ruth Prawer Jhabvala – Hitze und Staub (Heat and Dust)
Larry Gelbart, Murray Schisgal – Tootsie
Harold Pinter – Betrug (Betrayal)
William Martin Russell – Rita will es endlich wissen (Educating Rita)

### Bestes Original-Drehbuch
Paul D. Zimmerman – The King of Comedy (The King of Comedy)
Woody Allen – Zelig
Bill Forsyth – Local Hero
Timothy Harris, Herschel Weingrod – Die Glücksritter (Trading Places)

### Beste Kamera
Sven Nykvist – Fanny und Alexander (Fanny och Alexander)
Walter Lassally – Hitze und Staub (Heat and Dust)
Chris Menges – Local Hero
Gordon Willis – Zelig

### Bestes Szenenbild
Franco Zeffirelli, Gianni Quaranta – La Traviata
Angelo P. Graham – WarGames – Kriegsspiele (Wargames)
Norman Reynolds – Die Rückkehr der Jedi-Ritter (Star Wars Episode VI: Return of the Jedi)
Wilfred Shingleton – Hitze und Staub (Heat and Dust)

### Beste Kostüme
Piero Tosi – La Traviata
Barbara Lane – Hitze und Staub (Heat and Dust)
Ruth Morley – Tootsie
Marik Vos-Lundh – Fanny und Alexander (Fanny och Alexander)

### Beste Maske
C. Romania Ford, George Masters, Dorothy J. Pearl, Allan Weisinger  – Tootsie
Fern Buchner, John Caglione Jr. – Zelig
Stuart Freeborn, Phil Tippett – Die Rückkehr der Jedi-Ritter (Star Wars Episode VI: Return of the Jedi)
Gordon Kay – Hitze und Staub (Heat and Dust)

### Beste Filmmusik
Ryūichi Sakamoto – Furyo – Merry Christmas, Mr. Lawrence (Merry Christmas, Mr. Lawrence)
Mark Knopfler – Local Hero
Giorgio Moroder – Flashdance
Jack Nitzsche – Ein Offizier und Gentleman (An Officer and a Gentleman)

### Bester Song
„Up Where We Belong“ aus Ein Offizier und Gentleman (An Officer and a Gentleman) – Jack Nitzsche, Will Jennings, Buffy Sainte-Marie
„Every Sperm Is Sacred“ aus Der Sinn des Lebens (The Meaning Of Life) – Dave Howman, Andre Jacquemin, Terry Jones, Michael Palin
„Flashdance … What a Feeling“ aus Flashdance – Irene Cara, Keith Forsey, Giorgio Moroder
„Tootsie“ aus Tootsie – Alan Bergman, Marilyn Bergman, Dave Grusin

### Bester Schnitt
Walt Mulconery, Bud S. Smith – Flashdance
Michael Bradsell – Local Hero
Susan E. Morse – Zelig
Thelma Schoonmaker – The King of Comedy

### Bester Ton
Willie D. Burton, Michael J. Kohut, William L. Manger – WarGames – Kriegsspiele (WarGames)
Ben Burtt, Tony Dawe, Gary Summers – Die Rückkehr der Jedi-Ritter (Star Wars Episode VI: Return of the Jedi)
Cesare D’Amico, Jean-Louis Ducarme, Federico Savina, Claude Villand – La Traviata
Don Digirolamo, Robert J. Glass, Robert Knudson, James E. Webb – Flashdance

### Beste visuelle Effekte
Richard Edlund, Dennis Muren, Ken Ralston, Kit West – Die Rückkehr der Jedi-Ritter (Star Wars Episode VI: Return of the Jedi)
Colin Cantwell, Jack Cooperman, Joe Digaetano, Michael L. Fink, William A. Fraker, Don Hansard – WarGames – Kriegsspiele (WarGames)
Roy Field, Brian Smithies, Ian Wingrove – Der dunkle Kristall (The Dark Crystal)
Richard Greenberg, Joel Hynek, Stuart Robertson, Gordon Willis – Zelig

### Bester Kurzfilm
Goodie-Two-Shoes – Regie: Ian Emes
John Love – Regie: John A. Davis
Keep Off the Grass – Regie: Paul Weiland
The Crimson Permanent Assurance – Regie: Terry Gilliam

### Bester animierter Kurzfilm
Henry’s Cat – Regie: Bob Godfrey
Danger Mouse – Regie: Brian Cosgrove, Mark Hall
Paddington Goes to the Movies – Regie: Barry Leith
The Wind in the Willows – Regie: Brian Cosgrove, Mark Hall

### Bester Dokumentarfilm
Schindler: The Documentary – Regie: Jon Blair
Forty Minutes, Folge: Female Circumcision – Regie: Louise Panton
Wildlife on One, Folge: Night Life – Regie: Dilys Breese
The Boy David, Folge 3: The Visit – Regie: Alex McCall

### Bester nicht-englischsprachiger Film
Danton, Frankreich/Polen – Margaret Ménégoz, Barbara Pec-Slesicka und Andrzej Wajda
Auf Liebe und Tod (Vivement dimanche!), Frankreich – Armand Barbault und François Truffaut
Fanny und Alexander (Fanny och Alexander), Schweden – Ingmar Bergman und Jörn Donner
La Traviata, Italien – Tarak Ben Ammar und Franco Zeffirelli

## Spezial- und Ehrenpreise

### Academy Fellowship
Hugh Greene – britischer Journalist und Fernsehdirektor
Sam Spiegel – US-amerikanisch-österreichischer Filmproduzent

### Herausragender britischer Beitrag zum Kino
(Outstanding British Contribution to Cinema)
Colin Young – Filmdozent, erster Leiter der National Film and Television School